# Droga wojewódzka nr 518
Droga wojewódzka nr 518 (DW518) – droga wojewódzka w północnej Polsce w województwie pomorskim przebiegająca przez teren powiatów tczewskiego i kwidzyńskiego. Droga ma długość 18 km. Łączy Gniew z miejscowością Mareza (przedmieścia Kwidzyna).

## Przebieg drogi
Droga rozpoczyna się w mieście Gniew, gdzie odchodzi od drogi krajowej DK91 (dawniej oznaczanej jako DK1). Następnie kieruje się w stronę południowo – wschodnią i po 15 km dociera do miejscowości Mareza (1 km na zachód od Kwidzyna), gdzie dołącza się do drogi krajowej nr 90. W ciągu drogi nie wybudowano mostu na Wiśle.  Do czasu zlikwidowania przeprawy (2013 r.) należało korzystać z przeprawy promowej. Przeprawa została zlikwidowana po otwarciu nowego odcinka drogi nr 90, wraz z nowym mostem nad Wisłą w Korzeniewie. Obecnie droga nr 518 składa się z dwóch niepołączonych ze sobą części.

## Miejscowości leżące przy trasie DW518
- Gniew
- Janowo
- Gurcz
- Podzamcze
- Mareza